# Fille avec porcelaine (Frossia)
Fille avec porcelaine (Frossia) (en russe : Девочка и фарфор (Фрося)) est un tableau d'Alexandre Golovine, peintre durant l'Empire russe puis à l'époque de l'Union des républiques socialistes soviétiques. Le tableau de 141,6 × 97,8 cm est réalisé en 1916 et se trouve aujourd'hui dans les collections de la Galerie Tretiakov. La critique d'art Ida Hofman considère ce tableau comme une œuvre caractéristique de la peinture russe des années 1910. Elle attire l'attention sur « la couleur étincelante, la netteté des contrastes des coloris, la surabondance de motifs dans la composition ». Le tableau crée chez les spectateurs, selon cette critique, un sentiment d'anxiété et de la tension interne.
Le critique d'art Vladimir Krouglov considère ce tableau comme l'un des plus poétiques de Golovine à cette époque.

## Histoire de la création
En 1913, une maladie cardiaque chronique oblige Alexandre Golovine à quitter Saint-Pétersbourg et à s'installer à Tsarskoïe Selo. Créés dans les années 1910, les tableaux de Golovine ont conservé un style modern, mais ont acquis des caractéristiques prononcées du néo-classicisme. La couleur de ses tableaux est devenue plus claire, il leur donne aussi des couleurs locales, la composition devient plus calme, les modèles sont représentés dans une posture particulière mais en situation de vie.
Selon Ida Hofman, historienne d'art, le recours au portrait d'enfant était caractéristique pour les artistes de la fin du XIXe siècle, début du XXe siècle. Dans les portraits d'enfants, de leur point de vue, les artistes s'éloignent des pensées angoissantes et des difficultés psychiques dues aux épreuves morales de l'époque. À cet égard, le tableau de Golovine est toutefois différent. Il est peint un an avant les évènements de la révolution d'Octobre 1917. Selon Hofman, le tableau reflète non seulement le monde intérieur de l'artiste, amoureux de la beauté et rêvant d'harmonie, mais aussi la perception profonde par l'artiste des contradictions de la vie sociale à son époque.
La nature morte a attiré beaucoup de peintres russes au début du XXe siècle, quelles que fussent les tendances auxquelles ils appartenaient. Dans son enfance, Golovine était fasciné par les fleurs de type exotique qu'il apercevait à travers les vitres de l'orangerie de la propriété Petrovsko-Razoumovskoe (ru). Lui-même cultivait des fleurs, tout en sélectionnant soigneusement les variétés, aimait composer des bouquets, introduire des fleurs dans les portraits qu'il réalisait. Dans ses portraits du début du siècle, il introduisait souvent des fleurs comme éléments décoratifs, comme motif même de ses toiles. Dans les années 1910, selon Ida Hofman, les fleurs deviennent la véritable passion de l'artiste. Il peint des échantillons de fleurs de Hollande. Ses élèves se souviennent du jardin de fleurs dans sa datcha de Volossovo qui était un spectacle étonnement coloré. Golovine lui-même écrivait : « J'ai un amour particulier pour les fleurs et je les représente avec une précision de botaniste ». Il introduisait également souvent dans ses natures mortes des objets en porcelaine. Eleonora Paston, docteur en histoire de l'art, écrit : « Sa froide blancheur était pour le peintre un point de référence dans la partition des plus complexes de toutes les nuances de blanc, auxquelles il a toujours prêté une attention particulière ».
Les natures mortes de Golovine se distinguent par leur aspect décoratif. Elles sont généralement composées de vases et de vaisselle en porcelaine, de fleurs et de tissus à motifs lumineux. Pour la critique Hofman, les fleurs sont le motif principal des natures mortes de Golovine. Comme d'autres symbolistes russes, il voit en elles non pas tant les forces de la vie que le signe et le mystère de la perfection. Elles sont devenues pour lui une source d'inspiration et une école de la couleur. Pendant longtemps, Golovine n'est pas parvenu au résultat souhaité, c'est-à-dire « communiquer à ses toiles cette grande harmonie et cette beauté qu'il découvrait dans les fleurs, dans ces étonnantes créations de la nature ». Dans ses portraits de personnages, on ressent une tension et une froideur interne. Le monde qui les entoure leur reste étranger, on sent en eux de l'anxiété et de la méfiance.
Golovine lui-même explique, à propos de la réalisation du tableau Fille avec porcelaine, que dans cette peinture de chevalet, il était attiré non seulement par le sujet traité mais aussi par un objectif purement pictural. La critique d'art N. Grouchevskaïa fait remarquer combien étaient importantes pour l'artiste les taches de couleurs, leur rayonnement, et l'humeur qu'elles donnaient à la toile. Le peintre construit sa composition en se basant sur l'harmonie des couleurs, la combinaison des tons, pour donner l'ambiance générale de son tableau. Selon Grouchevskaïa, cette approche de Golovine, la recherche de la couleur vivante « le relie au groupe de peintres de l'Union des peintres russes (1903—1923) ».
Pour la critique Camilla Gray, Golovine, dans la lignée des expérimentations de Mikhaïl Vroubel, réduit sa toile « à une vibrante unité de couleurs par un entrelacement de motifs décoratifs. »
Golovine rappelle dans son ouvrage Rencontres et impressions. Souvenirs de l'artiste à propos de Fille avec porcelaine :

« J'ai peint avec plaisir des natures mortes et des fleurs qui m'attirent par leurs combinaisons joyeuses de couleurs. Parfois j'étais attiré par quelques taches lumineuses et leur combinaison avec les autres tons qui les entouraient. Un jour, j'ai peint le portrait d'une petite fille, c'était une amie, Frossia, elle avait cinq ans et était la fille de la concierge. Je l'assieds à une table sur laquelle il y avait beaucoup d'objets en porcelaine ; elle portait une chemise rouge et était installée sur une banquette, tapissée de reps vert et ces deux taches, combinées avec les couleurs bigarrées des porcelaines créaient une gamme vivante et gaie. 
Ce portrait a plu à Ivan Morozov qui en a fait l'acquisition ; plus tard, après la nationalisation qui a suivi la révolution d'Octobre 1917, la toile a été confiée à la Galerie Tretiakov »

.

## Sujet du tableau
Au premier plan figure une fillette, timidement accroupie sur le bord d'une banquette de style Empire. Le peintre représente Frossia, la fille âgée de cinq ans du concierge de la maison où il vit,,. Elle se sent étrangère au cadre d'un intérieur luxueux. La table est couverte de vases antiques et de vaisselle exquise et de fleurs. L'artiste présente deux mondes. L'un est une nature morte, le royaume du rêve d'un monde heureux et somptueux. Mais les yeux tristes de la fillette ramènent les spectateurs vers le second monde, vers la réalité avec sa tristesse et ses contradictions. Le critique d'art russe moderne, Vladimir Krouglov, considère ce tableau comme l'œuvre la plus poétique de Golovine à cette époque.

## Le tableau dans la collection de la Galerie Tretiakov
Les dimensions de la toile sont de 146 × 97,2 cm (selon d'autres données de 141,6 × 97,8 cm,,). Technique d'exécution : tempera sur toile. En bas à gauche se trouve la signature : А. Головинъ. Le tableau fait partie de la collection de la galerie Tretiakov. Il s'y trouve à l'inventaire sous le numéro 9056. Il a été acheté à l'artiste par l'industriel et collectionneur Ivan Morozov, pour sa collection moscovite. Après la nationalisation de la collection, le tableau a été transféré au musée d'État du nouvel art occidental, puis au musée d'État de la porcelaine (en 1929 ce musée a été rebaptisé musée d'État de la céramique et destiné à l'organisation dans un laboratoire spécial de la fabrication de céramique et à l'expansion des collections) ouvert en 1919, sur base de la collection d'Ivan Morozov. C'était le premier musée spécialisé à Moscou qui réunissait les traditions du travail muséal et la recherche des techniques. En 1927, le tableau a été exposé à la Galerie Tretiakov,. Le tableau a été présenté à la XIVe exposition de l'Union des peintres russes qui s'est tenue en 1916-1917 à Moscou (numéro 397 du catalogue d'exposition), puis encore lors d'une exposition personnelle sur Golovine en 1963, également à Moscou, intitulée Les Fantasmes du Siècle d'Argent. Pour le 150e anniversaire de la naissance de Golovine, il a encore été exposé à la Galerie Tretiakov en 2014.

## Critiques et appréciations

### Avis des critiques d'art soviétiques
La critique d'art soviétique Valentina Antonova souligne le réalisme du tableau de Golovine et l'oppose à cet égard aux œuvres des symbolistes des fauvistes et des cubistes :

« Le charme vivant de la fillette, se tournant pour observer le peintre qui réalise le portrait, se remarque particulièrement devant tout ce qui l'entoure et dont la beauté est éphémère. Les plis gonflés des nappes amidonnées, la porcelaine émaillée de fleurs sophistiquées, la brillance plastique de sa surface rivalisant avec la tendresse des roses, la délicatesse des bégonias, la luxuriance des branches qui s'étalent sur fond de légers tissus à motifs. Le bruissement des pages du petit livre abandonné sur la banquette, les chaussures vernies de la jeune fille qui touchent à peine la carpette rayée au sol. Voilà comment est reproduite l'essence du monde telle qu'elle est sur ce tableau, tellement différente de la quête de la « Rose bleue » et du « Valet de carreau », recherchant « l'essence telle qu'elle doit être » »

La peintre soviétique, graphiste, dessinatrice et femme de lettre Nina Vatolina (ru), dans son ouvrage Promenade dans la Galerie Tretiakov, décrit ses impressions lors de sa rencontre au buffet de la galerie Tretiakov d'une jeune fille qui ressemblait étonnamment au personnage du tableau de Golovine :

« Elle était assise exactement comme Frossia sur le tableau Fille avec porcelaine, entourée des plis serrés de la nappe amidonnée, du charme luxuriant des fleurs et de la porcelaine posées sur la table. La ressemblance a commencé et s'est terminée par le mouvement de la fille, son regard curieux à la fois fugace et persistant. »

Après cette rencontre inattendue, Vatolina a avoué avoir ressenti un lien étroit avec le tableau de Golovine et comme une participation à sa naissance.

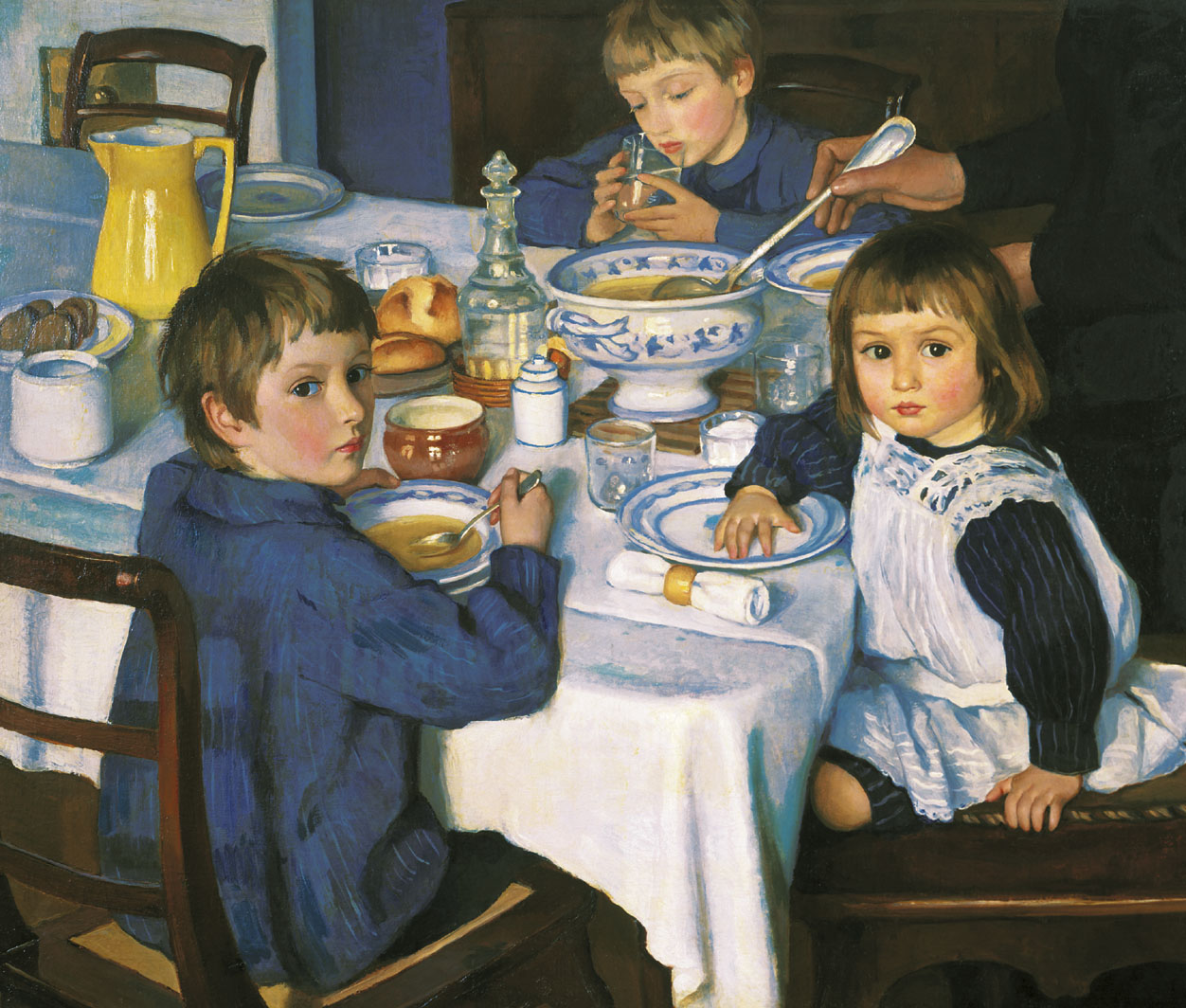
Au Déjeuner, Zinaïda Serebriakova, 1914

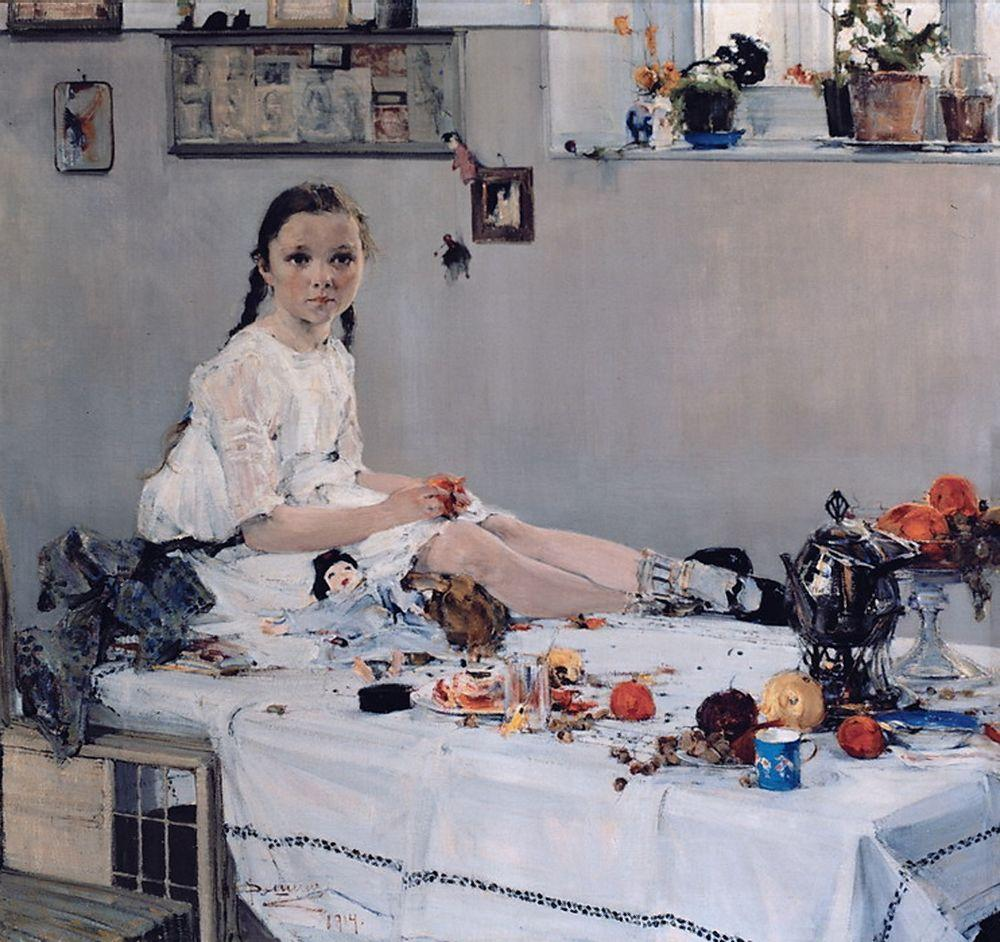
Nikolaï Fechine, Portrait de Vara Adoratskaïa, 1914

I. Hofman considérait Fille avec porcelaine comme une œuvre caractéristique de la peinture russe des années 1910. Elle la classait ensemble avec Au Déjeuner de Zinaïda Serebriakova (1914) et Portrait de Vara Adoratskaïa (ru) de Nikolaï Fechine (1914). Les éléments communs à ces trois tableaux, c'est l'intrigue avec des enfants et une nature morte colorée au centre sur une table. En même temps, chaque artiste a résolu le sujet à sa manière. Serebriakova représente une scène avec des enfants pendant le déjeuner. Dans le tableau Au Déjeuner, la nature morte donne au tableau sa spontanéité et son caractère concret. Les objets présents sur la table sont là pour les enfants (ils les ont en main et s'en servent pour manger). Hofman observait que leur traitement relevait des caractères de l'enfance et des caractéristiques liées à leurs âges respectifs. Chez Fechine, la situation est plus conventionnelle et imaginaire : une fille est assise sur une table au milieu d'un désordre pittoresque de vaisselle qui traîne et de fruits éparpillés. Elle est le centre d'attention du peintre. Divers objets, fleurs, livres, tableaux sur les murs sont rassemblés autour de la figure de la petite fille en robe légère et créent une atmosphère particulière du monde de l'enfant. Pour la critique soviétique, dans le visage de Vara réalisé par Fechine, il n'y a pas de bonheur sans nuage et pour une enfant elle est sérieuse et inquiète. Cette image est, du point de vue de Hofman, beaucoup plus proche chez Fechine de celui de Frossia dans le tableau de Golovine que des images lumineuses des enfants de Serebriakova.
Malgré une similitude d'interprétation possible, le portrait de Golovine se présente différemment de celui de Nikolaï Fechine au point de vue artistique. La jeune fille, dans le tableau de Golovine, est incluse dans la composition générale de la toile comme une de ses composantes. La jeune Frossia n'est pas placée sur une table qui la sépare de son environnement comme la jeune Vara de N. Fechine. La table de Golovine est recouverte d'une grande masse de fleurs et de porcelaine de collection. Le visage de Frossia (encadré de nattes) se trouve au niveau de la surface de la table et donc de la nature morte. Plus exactement entre un sucrier en porcelaine de couleur bleu vif et une coupe. Hofman fait remarquer que son visage a les mêmes dimensions que ces deux objets. Sur le plan de l'intrigue du tableau, ces objets en porcelaine ne sont nullement liés à la jeune fille, « ils sont simplement présents pour montrer leur beauté ». Le portrait est transformé par l'artiste en un spectacle où les acteurs, à côté de la jeune fille, deviennent les fleurs et les objets. Le peintre les sélectionne soigneusement et pense à la composition du tableau en les disposant en fonction de leur taille, de leur forme et de leur couleur. En plaçant un miroir à l'arrière de la scène, il double presque le nombre des objets et augmente ainsi l'impact qu'ils ont sur le regard du spectateur.
Golovine a préparé une esquisse pour créer la blouse et la jupe dans laquelle Frossia a posé pour le portrait. Selon Hofman, Golovine a tenté de construire la réalité de son tableau selon les lois de la beauté. Il a transformé celui-ci en un spectacle festif, en utilisant des couleurs intenses et en abandonnant la peinture de genre et tout ce qui relève trop du quotidien.
Hofman écrit encore à propos de ce tableau : « Les rouges, les bleus, les verts, les jaunes qui voisinent avec le blanc froid de la porcelaine sonnent fortissimo comme dans un orchestre puissant ». Le critique d'art de Leningrad S.A. Onoufrieva compare le tableau à la réalisation de la pièce Mascarade de Mikhaïl Lermontov (le tableau Fille avec porcelaine a été créé à la même époque que la création par Golovine des décors somptueux de cette pièce) et on peut y voir de nombreux traits communs : leur beauté fantastique, leur superbe décoration, la richesse des tissus colorés, le tourbillon de beauté créée, le luxe insolent. En développant les idées de Onoufrieva, Hofman relève la beauté somptueuse et éclatante du tableau Fille avec porcelaine, mais note aussi la différence entre la toile et les décors de la pièce de Lermontov : « la netteté des contrastes des couleurs, l'encombrement de la composition de la toile », le fractionnement du rythme qui provoquent chez le spectateur un sentiment d'anxiété et de tension interne.
L'amour des effets théâtraux dans la toile est combiné à une perception du monde par un artiste réaliste, qui ressent profondément et subtilement la nature. Une telle perception se manifeste, selon Hofman, dans la simplicité de la vie de la jeune fille et dans l'authenticité qui ressort de son image sur la toile. Son visage se distingue par son aspect sérieux, sa « plénitude intérieure » et son « charme spirituel ». Par contre, il n'y a pas de perception joyeuse de la vie, telle qu'on la retrouve dans les tableaux de Valentin Serov La Jeune Fille aux pêches ou Mika Morozov. Le monde des beaux objets de valeur qui entoure cette fille de concierge ne lui apporte pas de joie et au contraire la lui enlève peut-être. Hofman remarque que Frossia est raide et tendue. Sur son visage sérieux et dans son regard passe une peur et une « question troublante »,.
Dans des recherches ultérieures consacrées au travail de Golovine, Ida Hofman note la netteté des combinaisons de couleurs et la finesse des rythmes de composition. Selon la critique, dans ce tableau, « le monde magique de l'art... s'oppose presque agressivement, par défi à la réalité environnante ». Un autre regard sur ce tableau a été porté par l'historien d'art, scénographe et décorateur, Arnold Bassekhes qui y voit « une image brillante et élégante d'une petite fille, amie de Golovine ».

### Opinion des critiques russes
Les critiques d'art de la galerie Tretiakov, dans leur rubrique sur le site web du musée, à propos de Fille avec porcelaine, sont d'accord avec la conclusion de S. Onoufrieva et de I. Hofman suivant laquelle le tableau a un caractère fort théâtral. Quant à la toile, elle est suivant les mêmes auteurs caractéristique d'un jeu avec des objets. Les œuvres de Golovine, même celles qui ont comme sujet la nature, sont proches des décors de théâtre. En transformant son tableau en une estrade de théâtre, Golovine dramatise la représentation des fleurs et de la porcelaine. Dans son tableau, il joue aussi avec les objets et les transforme : ainsi, sur le vase figure une rose de même couleur et espèce que celles qui sont vivantes dans leur vase. Le sucrier et la théière sont représentés l'un après l'autre, créant l'illusion d'un reflet par miroir. Les vases sur la table sont perçus par le spectateur soit comme deux vases soit comme le reflet de l'un dans le miroir. Les critiques d'art de la Galerie Tretiakov estiment que le nom de la jeune fille mentionné dans le titre est le signe que l'artiste voulait donner au tableau le caractère d'un portrait. Toutefois, ils affirment aussi que la jeune fille « est elle-même un élément décoratif comme le sont les bouquets luxuriants ».
Le critique d'art russe et soviétique A. Goussarova, dans un ouvrage consacré à l'œuvre de Golovine, fait remarquer que le portrait Fille avec porcelaine est né « du désir de l'artiste de combiner la tache verte du tissu de la banquette et la blouse rouge de la jeune fille ». Ces couleurs sont appliquées sous forme de grandes taches lumineuses et jouxtent les motifs délicats à l'aquarelle de la porcelaine ancienne représentés sur la table. L'historien d'art Efim Vodonos remarque dans le tableau, qu'il appelle De la fille et de la porcelaine, nature morte, que le rendu des objets matériels, est rigide et s'oppose ainsi dans l'œuvre de Golovine à sa nature morte Rose et porcelaine (des années 1912-1915 et donc plus ancien), où cet aspect rigide est absent.

Tableaux que les critiques d'art relient à Fille avec porcelaine
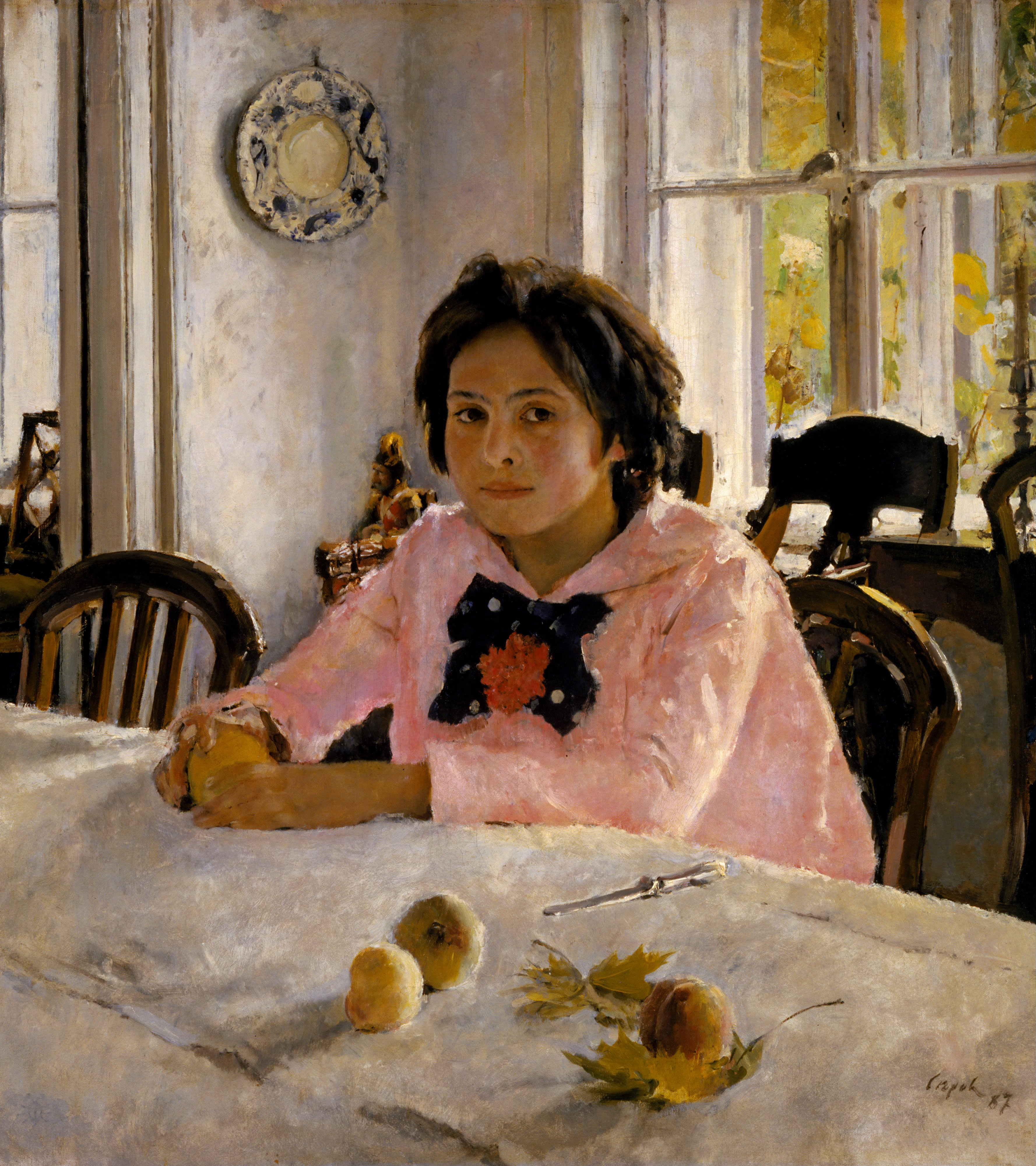
Valentin Serov, La Jeune Fille aux pêches, 1887.
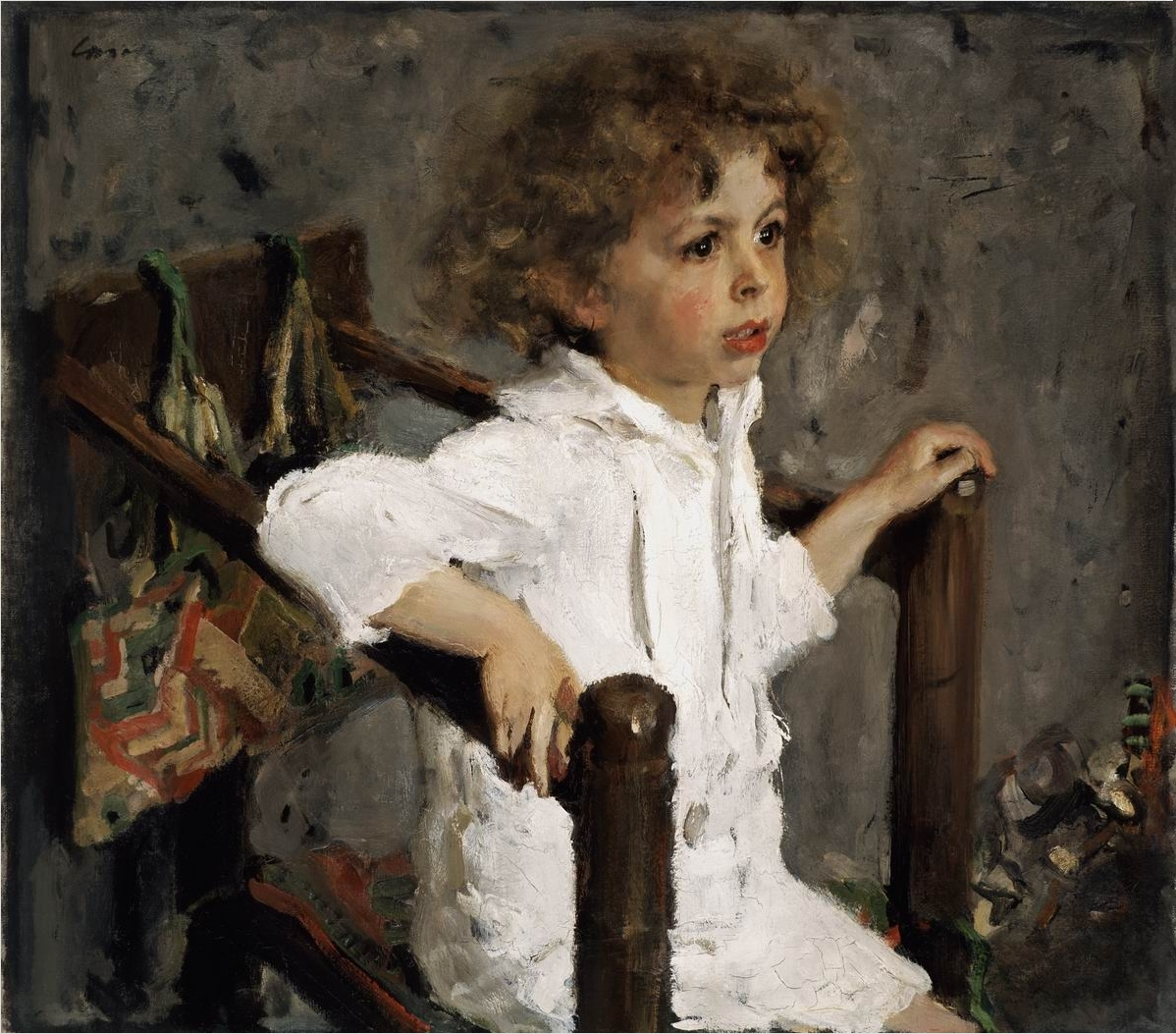
Valentin Serov, Mikhaïl Mikhaïlovitch Morozov, 1901.
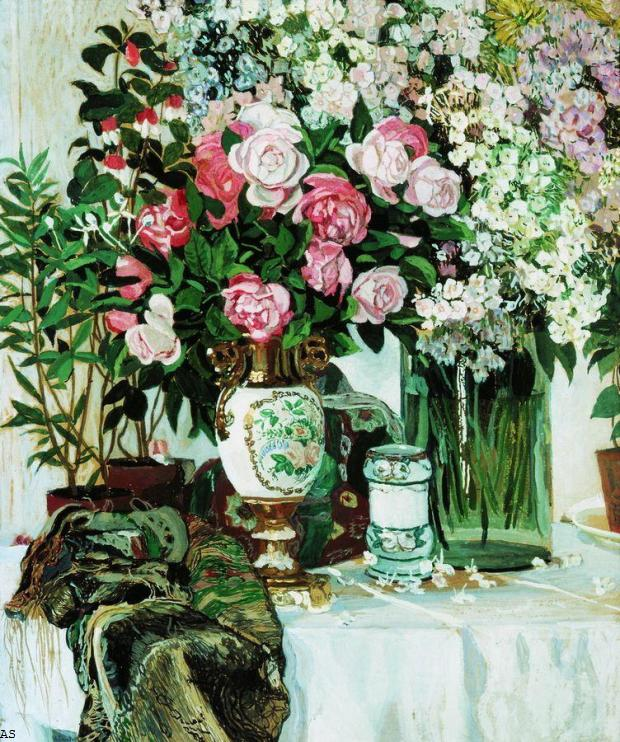
Alexandre Golovine, Roses et porcelaine, années 1910.

## Utilisation du tableauFille avec porcelainepour l'enseignement
La chaîne de télévision Kultura a créé en 2010 une série d'émissions sur l'histoire de la création et des caractéristiques artistiques du tableau d'Alexandre Golovine, destinée aux enfants Au Musée sans laisse (durée : 13 minutes, Studio Kvadrat Film, réalisateur Alexandre Krivonos).

## Sources
- (ru) Cet article est partiellement ou en totalité issu de l’article de Wikipédia en russe intitulé « Девочка и фарфор (Фрося) » (voir la liste des auteurs).